# Gia đình là số một
Gia đình là số một (nhan đề gốc tiếng Hàn Quốc: 거침없이 하이킥, Latinh hóa: Geochimeopsi Haikik / Kŏch'imŏpsi Haik'ik, nhan đề tiếng Anh: "Unstoppable High Kick") là một bộ phim truyền hình Hàn Quốc thuộc thể loại hài kịch tình huống (sitcom). Nội dung phim xoay quanh những câu chuyện trong cuộc sống của các thành viên của nhà họ Lee, một gia đình Hàn Quốc thuộc tầng lớp trung lưu sống ở Seoul. Phim phát sóng bắt đầu từ mùa đông 2006 đến mùa hè 2007 dài 167 tập, mỗi tập gồm 2 đến 3 tình huống khác nhau được bố cục xen kẽ. Với những câu chuyện hài hước, những chuyện tình lãng mạn, những dàn diễn viên xinh đẹp hoành tráng, Gia đình là số 1 đã gặt hái thành công vang dội. Đây là một trong những bộ phim sitcom nổi tiếng nhất của Hàn Quốc, là phim duy nhất trong lịch sử truyền hình Hàn Quốc mà khi phát sóng lại tỷ suất người xem còn cao hơn khi phát sóng lần đầu, và cũng là bộ phim hài kịch tình huống duy nhất được cả hai đài truyền hình lớn là SBS và KBS mua bản quyền phát sóng.

## Nhân vật chính
Hầu hết các diễn viên đều lấy luôn tên thật của mình ngoài đời và chỉ đổi họ.
Lee Soon-jae (이순재), do Lee Soon-jae (이순재) đóng
Người đứng đầu trong gia đình họ Lee, là viện trưởng bệnh viện Châm cứu Đông y Lee Soon-jae (Đổi tên thành Lee & Park từ tập 48). Tuy là viện trưởng và là người có học vấn nhưng vì đã quá tuổi về hưu nên trình độ của ông không còn giỏi như cô con dâu, thường xuyên ngủ gật ở phòng làm việc vì không có bệnh nhân. Ông Lee là người bảo thủ, gia trưởng, thích bắt bẻ hay áp đặt người khác, rất coi trọng tiền bạc và đề cao tính tôn ti trật tự trong xã hội. Trong gia đình ông là người có quyền cao nhất, đôi lúc lại đưa ra những điều luật và tuyên bố vô lý nhưng không một ai dám cãi lại, ví dụ như việc bắt mỗi sáng Chủ Nhật 5 người đàn ông nhà họ Lee phải mặc đồng phục đánh số để đi tập thể dục. Trái ngược với khi ở nhà, lúc ra đường ông lại câm như hến, không dám lên tiếng với ai hết. Ngoài ra, ông còn tỏ ra "lép vế" trước con dâu trưởng Park Hae-mi. Bởi mọi việc lớn nhỏ trong bệnh viện hầu hết đều do một tay cô con dâu này chu toàn hộ ông. Ông Lee có một "mối tình già" với người bạn thời cấp II Kyong-gwa, chính việc này gây cho ông nhiều rắc rối với cả nhà, nhất là hai cậu con trai Joon-ha và Min-young. Bản chất ông Lee là một người cha thương con và có trách nhiệm với gia đình, sống tình cảm và tôn trọng quá khứ. Bên cạnh đó ông còn là người rất trẻ con và hiếu thắng, giống như khi chơi trò chơi cùng cả nhà ông nhất định phải đứng nhất, thậm chí chành chọe với cả cháu và bạn bè của cháu, khi không đúng ý rất hay dỗi vặt. Nhân vật viện trưởng Lee cũng có nhiều thói quen kỳ cục, như đá vào chân hay đánh con cháu bằng cái muỗng ăn cơm mỗi khi thấy ngứa mắt, thích xem phim gợi cảm. Đôi lúc, bà vợ Na Moon-hee của ông hay giận dỗi vì tính tình ông hơi khô khan. Ông rất sợ người bạn từ hồi nhỏ của ông và bị bắt nạt cho tới hiện tại. Ông luôn gọi sai tên của Yoo-mi (bạn gái của Min-ho) thành Soo-mi, tuy Yoo-mi đã nhắc nhở với ông nhiều lần nhưng đều không có tác dụng. Bộ đồng phục gia đình của ông Lee mang số 1.
Na Moon-hee (나문희), do Na Moon-hee (나문희) đóng
Bà là vợ của ông Soon-jae, có sức ăn rất khỏe và sức mạnh hơn người. Có lần bà và người con trai cả Joon-ha tham gia cuộc thi ăn và bà là người chiến thắng. Lần khác, hai mẹ con vượt qua thử thách ăn hết 10 bát mì lạnh và được miễn phí tiền ăn. Trước đây bà là người ở cho gia đình ông Soon-jae. Ở nhà, bà Na phải nấu ăn, làm việc nhà luôn chân luôn tay và trông thằng cháu trai Joon Ae (con của Min-yong). Vì vốn không có học và con trai bà, Joon-ha, không kiếm ra tiền như vợ nên bà Na thường cảm thấy tủi thân và luôn cho rằng ông Soon-jae và cô Hae-mi khinh thường mình. Bà vốn không ưa cô con dâu Hae-mi, nhưng lại không dám nói thẳng ra mà luôn tìm mọi cách nói xấu cô với người khác mỗi khi có cơ hội. Bà Na là người phụ nữ hết mình vì gia đình, và chơi với bạn bè rất tốt nên luôn được yêu quý. Thói xấu của bà là sử dụng tiền không hợp lý, cho vay tiền khắp nơi và cũng đi vay khắp nơi nhưng hay quỵt tiền nợ (bà vay tiền của Min-Jeong ở tập 28, trong tập này cũng tiết lộ biệt danh của bà là “Siêu sao quên trả tiền đã mượn”). Bà Na rất thích chơi bài Hoa và khả năng chơi bài của bà cũng không tệ chút nào, dù chưa bao giờ bà thắng nổi Yoo-mi. Trong gia đình, bà rất "hợp cạ" với người con trưởng Lee Joon-ha và cô con dâu út Shin Ji.
Lee Joon-ha (이준하), do Jeong Joon-ha (정준하) đóng
Anh là con trai trưởng nhà họ Lee, giống mẹ ở mái tóc xù và sức ăn khủng khiếp. Tuy nhiên, bà Moon-hae không tham ăn tục uống như anh. Trước đây Joon-ha làm việc ở công ty chứng khoán, do tính tham ăn mà anh bị mất việc và giờ chỉ biết ăn không ngồi rồi, mua bán cổ phiếu từ tiền của ông Soon-jae, gần như luôn thua lỗ mất tiền của cha. Thành công lớn nhất trong đời của anh có lẽ là cưới được cô vợ Park Hae-mi.
Joon-ha có ngoại hình cục mịch, xuề xòa, nhưng là người sống tình cảm, chân thành và tốt bụng. Tính cách của Joon-ha là người sống đơn giản với bản thân mình nhưng lại rất quan tâm và để ý đến những người anh thương yêu. Ví dụ như anh sẵn sàng ra bênh con trai và động viên Jun-ho khi con trai tăng 80 hạng trong khi cả nhà không ai để ý, anh bảo vệ cha khi bị bắt nạt đòi lại đôi giày khi cha bị ông bạn trấn lột, anh bảo vệ mẹ khi biết cha đang hẹn hò với người khác làm mẹ đau lòng, khi vợ bệnh anh nghĩ đủ trò thậm chí trò lố để vợ quên đi bệnh tật mà vui vẻ,... Trong cuộc sống, anh luôn cảm thấy mình bất lực vì hết lần này đến lần khác đi xin việc mới nhưng đều thất bại. Anh không hợp với cha nhưng lại là "cạ cứng" với mẹ. Joon-ha luôn bị ông Soon-Jae quát nạt, đuổi đánh vì tính tham ăn, hay "xì hơi" trước mặt người khác, lúc say thì như một con quái vật đi phá hết đồ đạc trong nhà. Tuy vậy Joon-ha không phải là không có năng lực, anh có vốn kiến thức tốt, am hiểu máy tính và thị trường chứng khoán, nhưng không có chính kiến riêng lại hay gặp xui xẻo nên thường xuyên bị mất tiền và không xin được việc. Trong nhà anh là người thương Yoon-ho nhất vì 2 người có đồng cảnh ngộ với nhau. Áo đồng phục gia đình của anh gắn số 2. Cuối phim, Joon-ha trở nên vô cùng giàu có nhờ công việc chứng khoán.
Park Hae-mi (박해미), do Park Hae-mi (박해미) đóngVợ của Joon-ha, là bác sĩ châm cứu giỏi, người phụ nữ khôn khéo, quyết đoán, có năng lực, thành đạt và có quan hệ xã hội rộng lớn. Cô luôn cho rằng mình là người hoàn hảo, tự tin gấp đôi người bình thường. Nuôi dạy con tốt, quán xuyến việc nhà giỏi, việc trong ngoài đều lo chu toàn. Cô làm việc ở bệnh viện ngay dưới nhà cùng ông Soon-jae. Cùng là bác sĩ nhưng ở bệnh viện hai người hoàn toàn trái ngược nhau. Hae-mi có rất đông bệnh nhân đến khám và không lúc nào ngơi tay, ngược lại, ông Soon-jae chờ "dài cổ" cũng không thấy ai đến khám. Là người duy nhất trong gia đình dám "phát biểu ý kiến" trước mặt cha chồng. Ngày trước cô cưới Joon-ha vì muốn trả thù gã bạn trai cũ phản bội, nhưng hơn 17 năm chung sống cô cũng nhận ra tình cảm chân thành của Joon-ha và yêu chồng thật lòng. Ngoài ra Hae-mi là người rất nhạy cảm, giàu cảm xúc, nhưng cũng rất dễ tha thứ. Dù không thích em dâu và em chồng nhưng bất cứ khi họ nhờ vả dù khó đến đâu cô cũng giúp như giúp Shin-ji xin việc 2 lần. Cô rất thích hát và lãng mạn. Những lúc stress thì chỉ cần hát cô lại nhanh chóng cân bằng lại. Cô luôn muốn gia đình gắn kết nên hay bày nhiều trò để cả nhà làm chung. Cô là người rất yêu thương chồng và gia đình chồng nhưng vì cách thể hiện kiểu cách nên không được lòng mọi người. Bất cứ chuyện gì cô luôn là người đứng mũi chịu sào nên cô hay thích quản chuyện người khác. Mỗi khi giận Joon-ha, cô lại làm cho cả nhà ngạc nhiên vì có thể ngay lập tức biến thành một diễn viên truyền hình, diễn viên nhạc kịch chuyên nghiệp "diễn như không diễn" đến mức bạn của con trai phải nói nếu mẹ bạn là diễn viên thì sẽ rất nổi tiếng.
Có thể nói cô mới thực sự là người "làm chủ" trong gia đình họ Lee. Hae-mi thích quan tâm tới đời sống riêng tư của người em chồng Min-yong, có lẽ bởi Min-yong ít khi tham gia vào các cuộc vui với gia đình. Điều này gây nên một cuộc chiến không bao giờ kết thúc giữa em chồng và chị dâu. Câu cửa miệng của cô là "ok".
Lee Min-yong (이민용), do Choi Min-yong (최민용) đóngLà người con trai út được sinh sau đẻ muộn khi ông Soon-jae đã vào độ tuổi giữa tứ tuần. Vừa tốt nghiệp, Min-young đã đòi kết hôn với Shin Ji, cô bạn học cùng đại học, bất chấp sự phản đối của gia đình, nhưng mới hai năm đã ly hôn. Do vợ bỏ sang Nga du học lại tùy ý cho cô bạn thân Min-jeong thuê nhà nên Min-young không còn cách nào, phải gửi đứa con cho cha mẹ chăm sóc. Còn mình thì sống trên cái gác xép được tu sửa lại thành một căn phòng nhỏ, nối với nhà chính bởi ống cứu hỏa. Đời sống tình cảm của Min-yong khá phức tạp, trong phim anh là người yêu của Seo Min-jeong - đồng nghiệp ở trường Poong Pa và là bạn thân của Shin Ji, tuy vẫn còn lưu luyến với người vợ cũ.
Lee Min-young là giáo viên thể dục tại trường Poong Pa - ngôi trường cấp 3 mà hai đứa cháu anh đang theo học. Khi ở trường và ở nhà anh luôn một người nghiêm túc, "ông cụ non" khó tính, khó gần, thích sự yên tĩnh và ghét bị quấy rầy. Thực ra anh là người sống rất tình cảm, hài hước và thích trêu chọc những người xung quanh. Anh rất không ưa bà chị dâu Hae-mi, vì cô luôn can thiệp vào đời sống riêng tư của anh, trước đây anh rất quý Hae-mi nhưng do cô làm phiền đời sống riêng tư của anh quá nhiều và bị ép phải làm theo những điều luật mà chị dâu đề ra.
Sau khi ly dị Min-young đã suy nghĩ tự ti và không muốn mở lòng về chuyện tình cảm. Ở tập 31, Min-young bị bệnh, cô Min-jeong lén đến thăm anh và anh vô tình biết được cô Min-jeong thích mình, anh đã nói "Người đàn ông đã ly dị như tôi mà vẫn có cô gái thích tôi sao?". Sau đó vì sự dễ thương và tình yêu thuần khiết của Min-jeong đã khiến Min-young mở lòng và dần xem trọng mối quan hệ này. Lee Min-yong có một cuộc sống riêng, anh ít khi quan tâm tới chuyện trong cả gia đình, hầu hết những câu chuyện, tình huống trong phim của anh đều không liên quan tới nhà họ Lee. Là người ít nói và đưa ra các ý kiến nhất khi họp mặt gia đình, có quan điểm riêng luôn kiên quyết với ý kiến của mình và có cá tính, anh cũng rất mê game, đã từng lọt vào Top 100 game thủ toàn quốc về thể loại game đối kháng. Anh mặc áo đồng phục gia đình số 3 (đã từng tự tay xé bỏ đồng phục và phải may lại vì cha anh nổi giận).
Shin Ji (Sau này cô đổi tên thành Shin Bong Hee (tập 134) (신지), do Shin Ji (신지) đóngVợ cũ của Min-yong. Là ca sĩ kiêm nhà soạn nhạc "tàng tàng bậc trung",  giàu có và nổi tiếng là mục tiêu hàng đầu trong cuộc sống của cô. Bên cạnh đó cô rất khắc khẩu với Minyoung, vợ chồng nhà này ngày nào cũng đánh nhau. Đôi khi cô còn nghĩ, gia đình chính là lí do kìm hãm cô đến với ước mơ. Vì muốn thực hiện được ước mơ đó nên cô quyết định ly dị chồng ngay khi vừa mới sinh con, "bỏ con cho nhà nội nuôi" và bay sang Nga học thêm về âm nhạc, sau đó bị trộm hết tiền nên không còn cách nào khác, cô đành phải quay về Hàn Quốc sống cùng nhà với cô bạn thân Min-jeong. Dù đã ly dị và nhiều lần phũ phàng mặc cho Min-young níu kéo nhưng lâu lâu vẫn nhờ chồng cũ sang nhà "thông bồn cầu, sửa cửa..." dùm. Shin Ji là một cô nàng có cá tính mạnh, lòng tự trọng rất cao, tính khí thất thường, luôn quyết định mọi việc một cách hấp tấp vội vàng. Có lẽ vì tính cách đó cô đã không biết trân trọng gia đình-hạnh phúc mình đang có mà chạy theo ước mơ, đến khi nhìn lại mọi chuyện đã dang dở, chồng nay đã phải lòng bạn thân mình. Rất nhiều lần cô phân vân và muốn đề cập chuyện quay lại với Min-young nhưng lại thôi. Đôi khi Shin-ji lại lo lắng bạn mình buồn và khóc, khi chồng và bạn thân mình chia tay, cô đã động viên cả hai. Giống Min-yong, Shin Ji rất ghét bà chị dâu Hae-mi, có lẽ cũng vì vậy mà mối quan hệ của cô và bà Moon-hee khá thân thiết. Cuộc sống của Shin Ji rất nhiều áp lực, chuyện tiền bạc, nợ nần, lòng tự trọng, công ăn việc làm, chuyện tình cảm tay ba giữa người chồng cũ và cô bạn thân... tất cả chồng chéo lên nhau khiến Shin Ji luôn luôn tất bật.
Shin Ji đổi tên thành Shin Bong Hee là do chuyện thám tử Lee theo đuổi cô vô tình bị phóng viên biết được và đăng bài lên Internet, tạo thành một bài viết nổi tiếng (tập 134). Vì không muốn bị nhiều người hỏi thăm quá mức, Shin Ji quyết định đổi tên.
Lee Min-ho (이민호), do Kim Hye Seong (김혜성) đóngMin-ho là con trai cả của Yoon-ha và Hae-mi, học giỏi, rất thông minh dưới vỏ ngoài là yếu đuối và nhỏ nhắn. Nhưng cậu không phải là một "mọt sách" nhắm mắt mở mắt đều học, mà do bản chất thông minh nên Min-ho học rất giỏi, Min-ho là người ngoan ngoãn, khá tâm lý và biết quan tâm tới mọi người trong gia đình, tuy đôi lúc cậu cũng tỏ ra rất mưu mẹo, gian xảo và quỷ quyệt khi muốn kiếm tiền. Min-ho vừa sợ vừa ghen tị với cậu em đầu gấu lớn xác Yoon-ho, do thua kém về cơ bắp và chiều cao và do Yoon-ho luôn được nhiều cô bạn gái vây quanh, hâm mộ. Thế nhưng Min-ho lại có một cô bạn gái xinh xắn trước cả cậu em (Yoo-mi). Min-ho được cả nhà chiều vì học giỏi nên mỗi khi cãi nhau với Yoon-ho đều chạy ra mách. Ở trường, Min-ho là một lớp trưởng gương mẫu, cậu ngồi bàn đầu với người bạn thân nhất Kim-beom. Min-ho cũng rất si tình, ngay cả khi Yoo-mi đã đi nhưng cậu vẫn nhớ về cô và có những cô gái khác tán tỉnh nhưng Min-ho vẫn từ chối và quyết tâm sẽ đợi Yoo-mi. Bộ đồng phục của Min-ho gắn số 4.
Lee Yoon-ho (이윤호), do Jung Il Woo (정일우) đóngEm trai Lee Min-ho, một chàng trai cao lớn, khỏe mạnh, đẹp trai nhưng học lực yếu. Nói chung là ngược lại hoàn toàn so với người anh. Thực ra hồi tiểu học cậu cũng có thành tích học tập xuất sắc không kém gì Min-ho, nhưng Joon-ha là người đã khiến cậu thay đổi 180 độ sau khi nhờ bạn mình chở cậu trên xe motor. Cậu đi học sớm một năm nên cũng học cùng lớp với Min-ho. Môn thể thao sở trường của cậu là bóng rổ. Yoon-ho rất mê xe Motor và thường lén lút mượn xe của bạn để chạy xe và đi đánh nhau, nên thường xuyên bị gia đình rầy la. Yoon-ho hút hồn các cô gái vì vẻ ngoài đẹp trai và cá tính lạnh lùng, phong cách. Tuy đôi lúc cậu cũng tỏ ra nhõng nhẽo trẻ con và thiếu hiểu biết nhưng thực chất là một người rất đàn ông, biết bảo vệ bạn bè và sống tình cảm. Cô giáo chủ nhiệm Seo Min-jeong là người yêu trong lòng đầu tiên của Yoon-ho, chính vì thế nên cậu bắt đầu tỏ ra có khoảng cách với người chú Min-Yong, dù rất ghét việc cô giáo của mình thích Min-Yong nhưng cậu cũng luôn có ý vun đắp cho tình cảm của hai người vì muốn cô Min-jeong được hạnh phúc. Yoon-ho là người thấp cổ bé họng nhất nhà, gần như có chuyện gì trong nhà xảy ra, mọi người luôn đổ lỗi ngay là do cậu. Trong gia đình Yoon-ho được cha yêu quý nhất. Thế nên trong gia đình nhân vật Yoon-ho khá đáng thương vì tuy được cha bênh nhưng lại là người không có tiếng nói trong gia đình. Áo đồng phục của Lee Yoon-ho mang số 5.
Seo Min-jeong (서민정), do Seo Min-jeong (서민정) đóngMin-jeong là giáo viên dạy Tiếng Anh và là giáo viên chủ nhiệm lớp của Min-ho và Yoon-ho. Một cô nàng hậu đậu, nhí nhảnh, đáng yêu và hơi hâm hâm. Cô rất hay bị vấp té do quá hậu đậu. Min-Jeong dễ bị cảm xúc chi phối, cũng dễ bị người ngoài tác động suy nghĩ của mình, thậm chí là người rất hay nghĩ lung tung một mình rồi tự khóc tự cười. Tính cách của cô có thể gọi là sớm nắng chiều mưa lại dễ nhạy cảm. Tuy nhiên cô lại rất vô tư, hồn nhiên và dễ cho đi, dễ tha thứ nên hay bị học sinh trêu chọc bắt nạt. Bên cạnh đó cô còn rất quan tâm đến học sinh của mình, chính vì điều đó cộng thêm tính cách dễ thương của cô đã khiến Yoon-ho phải lòng. Hình tượng nhân vật Min-jeong có tâm hồn ngây thơ, trong sáng của trẻ con, cô yêu thầy Min-young với tất cả tấm lòng chân thật nhất của mình giống như tình yêu thủa học sinh đầy mơ mộng, và cô không nhận ra được tình cảm của Yoon-ho. Gia đình cô Seo Min-jeong luôn ngăn cản chuyện quan hệ giữa cô và thầy Min-yong vì hoàn cảnh của Min-yong quá khó chấp nhận. Cuối phim vì sự kiên trì của hai người và lời nói của Shin-ji về Min-young trong cuộc trò chuyện của 2 người đã làm mẹ cô thay đổi cách nhìn về anh (tập 161) mà gia đình của cô đã dần chấp nhận. Kết phim Shin-ji bỏ qua Nga và bị tai nạn gãy chân nên thầy Min-young lo lắng bay qua Nga chăm sóc Shin-ji (Min-jeong tự nguyện đổi vé máy bay của thầy định đi Nhật Bản thành đi [[Nga] để thầy chăm sóc vợ mình, mặc dù làm vậy cô rất đau lòng ở tập 165). Cuối cùng, cô lựa chọn buông bỏ và chuyển sang trường khác làm việc. Tên của cô về sau có được thầy hiệu phó nhắc đến trong tập 22 của phần 2.
Kim Beom (김범), do Kim Beom (김범) đóngKim Beom là cháu trai cưng của một người bạn thân của ông Soon-jae. Và cậu cũng là bạn thân nhất của Min-ho, tính cách của Kim Beom được xây dựng khá thú vị, cậu thường xuyên tới nhà Min-ho chơi bời, ăn uống, tắm táp, học hành... luôn tự nhiên xem đó nhà mình và coi mình là một thành viên của nhà họ Lee, thậm chí gia đình họ Lee cũng không tỏ ra phiền hà gì. Beom được gọi là " bộ tộc ăn chực" và đôi khi bị ông Lee la mắng và bắt phải làm việc nhưng Beom luôn thích thú. Beom rất coi trọng tình bạn giữa mình và Min-ho, nhưng Kim Beom lại thích Yoo-mi là bạn gái của Min-ho. Về sau, Kim Beom cũng được ông Soon-jae cho một cái áo đồng phục nhà họ Lee có gắn số 6. Về cuối phim, Beom phải theo gia đình qua Mỹ sinh sống và rời xa gia đình họ Lee, việc này làm cho hai cậu bạn thân rất buồn.
Kang Yoo-mi (강유미), do Park Min-young (박민영) đóngYoo-mi là con gái người bạn của Hae-mi, và cũng là bạn gái của Min-ho. Cô bé xinh xắn, đáng yêu khiến Min-ho "đổ gục" ngay từ lần đầu gặp mặt. Ban đầu Yoo-mi thích Yoon-ho nhưng vì tình huống bất đắc dĩ buộc cô trở thành bạn gái của Min-ho, rồi cô ngày càng thích Min-ho thật lòng vì tình cảm chân thành Min-ho dành cho cô. Thực ra Kang Yoo-mi và người cha Kang Cheol Bong, cả hai đều là gián điệp của giới Hàn Kiều, từng sống ở Nhật Bản suốt 20 năm. Cô khai gian mình nhỏ đi 3 tuổi để đi học trung học vì muốn có một cuộc sống bình thường.
Nhân vật Yoo-mi có thể nói là đặc biệt thú vị nhất trong phim. Ở trường Bum Ba, cô là một nữ sinh xinh đẹp, một tiểu thư đài các nhưng... học dốt, luôn phát âm Tiếng Anh sai, chuyên gia đội sổ, thiếu hiểu biết trầm trọng, tính cách khá trẻ con và có phần đanh đá ở nhà thì ăn ở bừa bộn, tối ngày chỉ lo làm đẹp. Thực chất Yoo-mi chỉ giả vờ như vậy để tạo một vỏ bọc cho mình, khi làm nhiệm vụ gián điệp, cô mới thực sự nghiêm túc, giải quyết tình huống tốt, sắc sảo, nói Tiếng Anh vanh vách; lái xe hơi rất điêu luyện, thậm chí còn giấu súng trong trường học để phòng lúc nguy cấp (tập 152, đây cũng là tập Yoo-mi và Min-ho chính thức không gặp lại nhau nữa). Đến tập cuối, câu chuyện về thân thế cũng như gia đình của Yoo-mi vẫn là một điều bí ẩn.

## Nhân vật phụ
- Gaeseong-daek (개성댁), do Lee Soo-na (이수나) (Quezon De) đóng: Bạn thân của bà Moon-hee. Trong lúc xô xát bà đã vô tình giết em gái sinh đôi của mình. Lo sợ và biết em có nhiều tài sản, bà quyết định đóng giả thành em và tìm cách xoay chuyển chính mình mới là người bị sát hại. Tuy nhiên, trong lần nói chuyện với Moon-hee, bà đã để lộ tẩy thân phận và bị bắt giam. Bà nhiều lần vượt ngục và trốn đến nhà Moon-hee nhưng đều bị ông Soon-jae làm thất bại. Vì vậy, bà rất ghét ông và luôn tìm cách trả thù. Do đó, ông Soon-jae cũng rất sợ bà. Bà xuất hiện lần cuối ở tập 89.
- Yeom Seung-hyeon (염승현), do Yeom Seung-hyeon (염증현) (Alvin) đóng: Bạn cùng lớp và cũng là đối thủ của Yoon-ho
- Lee Joon (이준, do bé Go Chae-Min (고채민) (Junie) đóng: Là con của Min-yong và Shin Ji. Ở đầu phim, Joon được thể hiện là một nhà phi hành gia, hồi tưởng và kể lại câu chuyện của gia đình mình trong quá khứ. Joon cũng xuất hiện ở một số tập phim với hình ảnh là ngủ hay khóc.
- Na Hye-mi (나혜미, do Na Hye-mi (나혜미) đóng: Là bạn học của Yoo-mi, được chuyển từ trường khác. Cô theo đuổi Yoon-ho, tự công bố là bạn gái của Yoon-ho, thường nói dối để gây chú ý với Yoon-ho và luôn làm phiền cậu ta. Đến cuối phim, cô quyết định thử hẹn hò với Seung Hyun.
- Thầy hiệu phó (Hong Soon Chang, 홍순창): hiệu phó của trường Poong Pa, là người khá khó tính và thường xuyên mỉa mai châm biếm các thầy cô khác bằng cách nói ngược lại những gì mình nghĩ. Thầy Min Yong và cô Min Jung thường là đối tượng để thầy châm chọc vì họ nhiều khi vô tình hay cố ý làm phật lòng thầy. Câu cửa miệng của thầy là GOOD GOOD GOOD.
- Y tá Yoo: Là nhân viên làm việc tại bệnh viện y khoa của ông Soon-jae và đôi khi cũng là thư ký của ông. Y tá Yoo trẻ hơn y tá Park và không được biết đến nhiều ngoài công việc tại quầy tiếp tân. Cô về sau có bạn trai là Chan-seong và đến một năm thì cô trở thành diễn viên điện ảnh nổi tiếng theo đúng mơ ước của mình.
- Y tá Park: là đồng nghiệp của y tá Yoo. Anh rất yêu y tá Yoo nhưng lại không dám thổ lộ mà phải nhờ đến ông Soon-jae giúp. Cuối cùng sau khi bị Chan-seong cướp mất cô Yoo và thấy cô nổi tiếng, anh rất buồn. Cuối phim, y tá Yoo nghỉ việc ở bệnh viện. Một hôm, có cô gái đến nộp hồ sơ xin việc. Vừa nhìn thấy cô là y tá Park quên ngay y tá Yoo, không nhớ một chút gì về cô nữa.
- Hwang Chan-seong (황찬성), do Hwang Chan-sung (황찬성) đóng: Là bạn thân của Jun-ho, ban đầu là bạn thân của Seung-hyeon, luôn cấu kết tìm cách trêu chọc, đánh nhau với Jun-ho, sau này khi thấy Jun-ho giúp Chan-seoung đánh lại bọn lưu manh của Seung-hyeon thì từ đó cậu ta luôn bám theo Jun-ho và thường xuyên qua nhà để chơi với Jun-ho. Là một người ham nghe nhạc, nhảy hiphop, đi đâu, gặp ai cũng đọc rap và có tài nội trợ rất giỏi khiến nhà họ Lee quý mến. về cuối phim anh trở thành một thành viên trong ban nhạc nổi tiếng (cùng Nichkhun và Taecyeon).
- Cha mẹ Yoo-mi: Cha Yoo-mi là một người đàn ông bí ẩn với một công việc mờ ám. Trong một tập phim, Min-yong nhìn thấy xác của ông trong một đêm mưa gió, ông bị bắn vào ngực ( tập 131 ). Nó tiết lộ rằng ông đã từng làm điệp viên cho Bắc Triều Tiên nhưng sau đó đã đổi bên, dẫn ông tới việc bị săn lùng bởi các đồng bọn cũ của mình, người sau đó đã giết ông. Mẹ Yoo-mi là một ca sĩ, một tập phim sau đó, bà cũng bị xử lý để bịt đầu mối(tập 152).
- Han Yong Min (Seo Hyun, 서현): con trai của một giám đốc nhà hát cũng là bạn trai của Shin Ji trong một thời gian sau khi cô trở lại Hàn Quốc. Bề ngoài tỏ ra là một người đàn ông lịch sự, chín chắn nhưng thật sự lại là một kẻ nhỏ mọn, hẹp hòi, ích kỷ. Hắn đã kết thân với Min Yong và cô giáo Seo Min-jeong để tán tỉnh Shin Ji dễ dàng hơn bằng cách tặng Min Yong những đĩa game mới nhất và mời cà phê cho cả bốn người. Sau khi biết Min Yong là chồng cũ của Shin Ji, hắn thường xuyên công kích anh. Cũng vì việc này nên Shin Ji quyết định chia tay và cô bị hắn gây áp lực suýt mất việc.
- Thám tử Lee (Yoo Seo Hyun, 윤서현): một thanh tra cảnh sát đang điều tra về gia đình Yoo Mi. Trong lúc làm việc, ông bị đánh vào đầu dẫn đến chứng mất trí nhớ ngắn hạn và việc này đã gây ra nhiều tình huống dở khóc dở cười. Trong một tập phim, Min Ho, Yoo Mi và Kim Bum từng lợi dụng chứng mất trí nhớ của ông để kiếm tiền. Ông có một "tình yêu sét đánh" với Shin Ji.

## Khách mời
- Lee Tae-ri (Korean: 이태리; Hanja: 李泰利): Cậu chủ Soon-jae thời trẻ.
- Hye Ri (Kim Hee Ri): người yêu cũ của Joon Ha, bị tâm thần, muốn xin tóc của Joon Ha làm kỷ niệm, đã cùng Joon Ha đóng rất nhiều thể loại phim: phim tình cảm, phim hài, phim khiêu dâm, phim kinh dị và phim hành động (tập 155)
- Tablo: thầy giáo tiếng Anh mắc bệnh "đối xứng" (tập 149)
- Baek Chang Gi: bạn chơi gôn của ông Soon Jae (tập 148)
- Se Young (Lee Se Young): nữ sinh gửi thư tỏ tình với Min Ho (tập 143)
- No Joo Hyun: bố của Min Jung (tập 125 và tập 161)
- Jung Jin Young: nhân viên giao gà rán (tập 108)
- So Yoo Jin: người giúp việc tạm thời cho gia đình Lee (tập 107)
- Jung No Bin: người đến mời ông Soon Jae chữa lưng cho một đại ca xã hội đen. (tập 104)
- Kwon Oh Joong (Kwon Oh Joong): cựu học sinh của trường Poong Pa, đã chết trong một vụ tai nạn giao thông trở thành hồn ma quay về trường định nhát Yoo Mi và Kim Bum. (tập 101)
- Yoon Seung Ah: bạn Yoo Mi (tập 98)
- Im Ji Kyung: diễn viên quảng cáo mì ăn liền (tập 98)
- Jo Won Suk: một đạo diễn âm nhạc có ý đồ xấu với Shin Ji (tập 83)
- Yoon Gi Won: thầy giáo thể dục mới của trường Poong Pa, tính tình rất nóng vội (tập 82)
- Park Jung Soo: mẹ của Hae Mi (tập 80)
- Kim Mi Ryeo (Kim Mi Ryeo): bạn học cũ của Min Jung, cô rất thích Yoon Ho.
- Kim Yoon Jo (Lee Sung Min): nữ sinh xuất sắc nhât Hàn Quốc, Yoon Ho cứu cô khỏi Seung Hyun nên cô nhận lời hẹn hò với cậu một ngày. (tập 64)
- Yoon Sung Ho (Yoon Sung Ho): bạn của Joon Ha, người gợi nên sở thích lái môtô của Yoon Ho (tập 60)
- Chun Myung Hoon (Chun Myung Hoon): một tay trùm xã hội Shin Ji nhận là bạn trai để chọc tức Min Yong (tập 26)
- Jang Se Hyun: bạn Kim Bum (tập 167)
- Sung Si Kyung (Sung Si Kyung): một nhạc sĩ nổi tiếng với bài hát được sáng tác trên vạch kẻ đường, bạn của Shin Ji (tập 144)
- Park Ji Yeon: cô bạn gái theo đuổi Yoon-Ho

## Phát sóng

#### Phát sóng tại Việt Nam
Ngoài việc bộ phim "Gia đình là số Một" giành được sự ủng hộ từ các nước khác mà còn ở Việt Nam, TVM Corp. (đơn vị quản lý cũ của kênh HTV3) đã mua lại bản quyền từ kênh truyền hình MBC.
Phim còn được Dien Quan Media mua bản quyền kịch bản để Việt hóa và bắt đầu phát sóng trên kênh HTV7 lúc 19h50 từ thứ 2 đến thứ 5 từ ngày 18/1/2017.

### Diễn viên bản Việt hoá
- NSƯT Việt Anh - ông Đức Nghĩa <=> Lee Soon Jae
- Phi Phụng - bà Bé Năm <=> Na Moon Hee
- Tiến Luật - Đức Hạnh <=> Lee Joon Ha
- Thu Trang - Hoàng Anh <=> Park Hye Mi
- Quang Tuấn - Đức Phúc <=> Lee Min Young
- Sam - Kim Chi <=> Shin Ji
- Diệu Nhi - Diệu Hiền <=> Seo Min-jeong
- Phát La - Đức Minh <=> Lee Min Ho
- Gin Tuấn Kiệt - Đức Mẫn <=> Lee Yoon Ho
- Anh Tú - Kim Long <=> Kim Bum
- Thiên Nga - Yumi <=> Kang Yoo Mi
- Đào Anh Tuấn - Thầy Quyền <=> Hong Soon Chang
- Thụy Mười - Tám Gai <=> Gaeseong-daek
- Huỳnh Quý - Phú Quý <=> HwangChanSung

## Nhạc nền
1. Unstoppable High Kick - Moogadang
2. Love U Like U - Moogadang
3. Why Is It - Moogadang
4. Sambuja Song - Moogadang

### Diễn viên lồng tiếng -TVM Corp.(HTV3)
- Lee Soon Jae - Đặng Hạnh Phúc
- Na Moon Hee, Seo Min Jeong - Trương Ngọc Châu
- Lee Joon Ha - Trần Vũ
- Lee Min Yong - Lâm Quốc Tín
- Park Hae Mi - Lê Hà
- Lee Min Ho - Trần Hoàng Sơn
- Lee Yoon Ho - Ngô Minh Triết
- Shin Ji - Võ Huyền Chi
- Kim Bum, thầy hiệu phó, Hwang Chan Sung - Trịnh Kiêm Tiến
- Kang Yoo Mi, y tá Yoo - Phan Thị Kim Phước
- Gae Seong Daek, Na Hae Mi - Nguyễn Thụy Thùy Tiên
- Y tá Park, thám tử Lee - Thái Minh Vũ
- Ba Yoo Mi - Hồ Chơn Nhơn
- Mẹ Yoo Mi - Võ Ngọc Quyên
- Ba Seo Min Jeong, Lee Min Yong (trẻ), Lee Soon Jae (trẻ) - Lê Trường Tân

## Truyền hình quốc tế
Phim được chiếu ở Nhật Bản trên kênh cáp KNTV từ ngày 21 tháng 5 năm 2007 đến ngày 8 tháng, 2008.